# Escoire
Escoire (okzitanisch: Escoira) ist eine französische Gemeinde mit 399 Einwohnern (Stand: 1. Januar 2022) im Norden des Départements Dordogne in der Region Nouvelle-Aquitaine (vor 2016: Aquitanien). Die Gemeinde gehört zum Arrondissement Périgueux und zum Kanton Trélissac. Die Einwohner werden Escoirais und Escoiraises genannt.

## Geographie
Escoire liegt etwa zehn Kilometer ostnordöstlich von Périgueux an der Isle, die die Gemeinde im Norden und Westen begrenzt. Umgeben wird Escoire von den Nachbargemeinden Antonne-et-Trigonant im Norden und Westen, Sarliac-sur-l’Isle im Nordosten, Bassillac et Auberoche im Süden und Osten.

## Bevölkerungsentwicklung
| 1962                       | 1968 | 1975 | 1982 | 1990 | 1999 | 2006 | 2018 |
| -------------------------- | ---- | ---- | ---- | ---- | ---- | ---- | ---- |
| 148                        | 168  | 177  | 234  | 367  | 429  | 457  | 415  |
| Quellen: Cassini und INSEE |      |      |      |      |      |      |      |

## Sehenswürdigkeiten
- Kirche Saint-Joseph aus dem 17. Jahrhundert
- Schloss Escoire aus dem 18. Jahrhundert, Fassaden und Dächer sind seit 1954 als Monument historique eingeschrieben

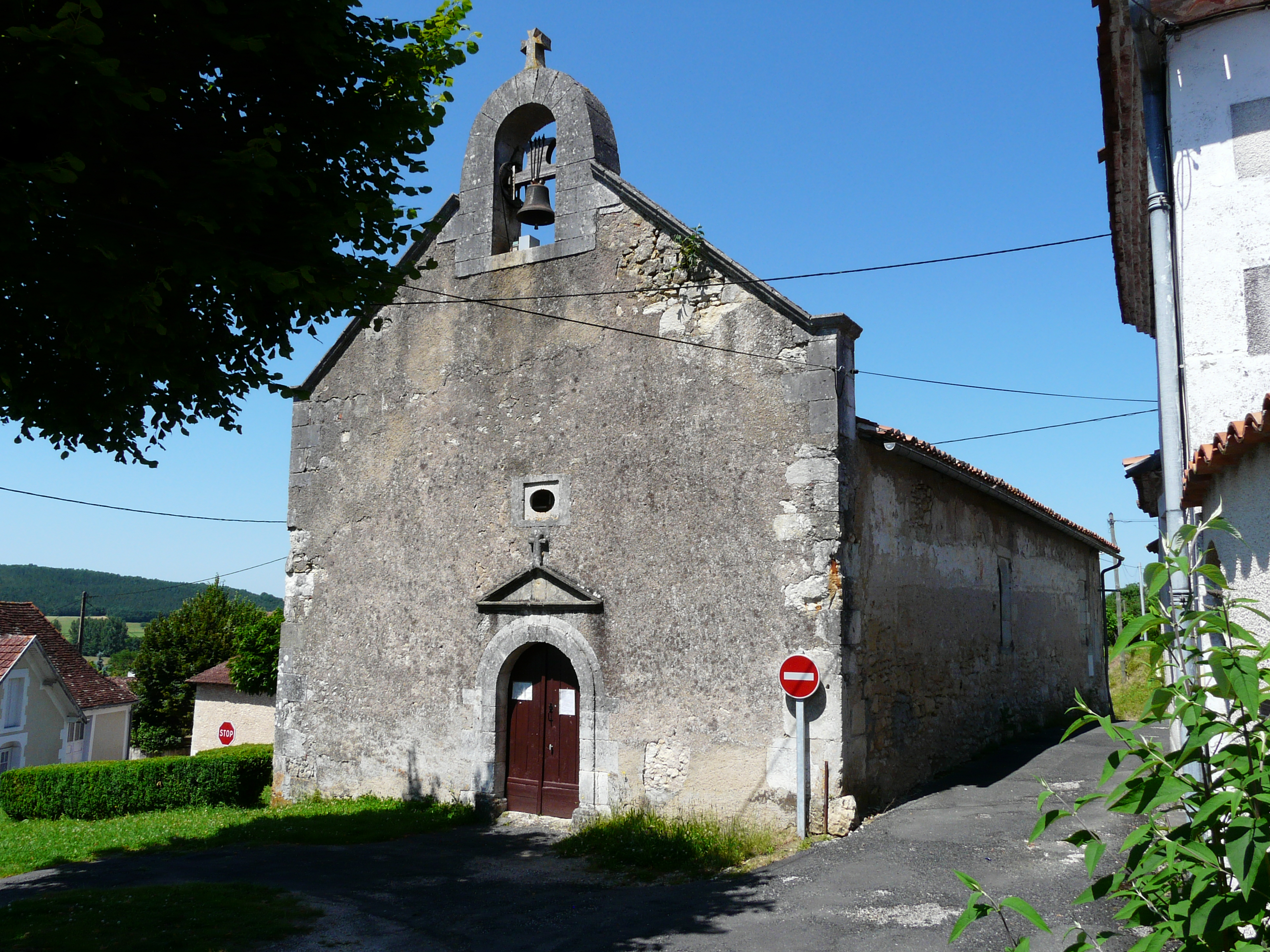
Kirche Saint-Joseph
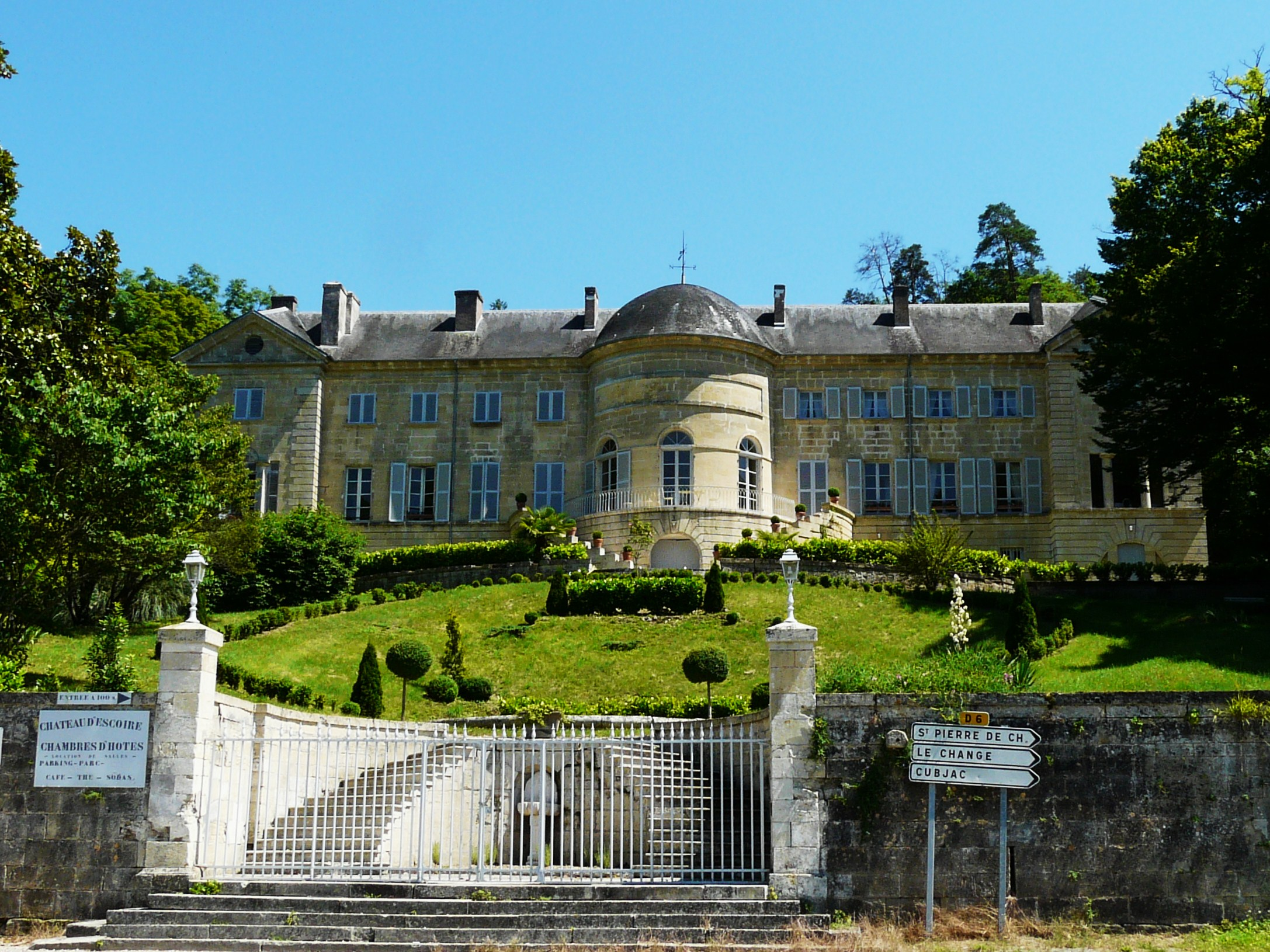
Schloss Escoire